# Viișoara (Bihor)
Viișoara (Érszőllős) is een Roemeense gemeente in het district Bihor.
Viișoara telde tijdens de volkstelling van 2011 1336 inwoners. 79,5 procent van de bevolking is etnisch Hongaar. Het dorp behoort tot de streek Érmellék.
De gemeente ligt ten noordoosten van de stad Marghita.

## Dorpen en bevolking
- Izvoarele(Szolnokháza) 214 inwoners, 101 Hongaren
- Pădureni (Erdőtelep)
- Reghea (Csekenye) 51 inwoners, 3 Hongaren
- Viișoara (Érszőllős) 1069 inwoners, 953 Hongaren.

De hoofdkern heette tot 1913 Nagypacal of Magyarpacal, daarna werd het officieel in het Hongaars Érszőllős en in 1920 onder de Roemenen Patala Mare en daarna Viișoara.